# Lispoides latifrons
Lispoides latifrons är en tvåvingeart som beskrevs av John Otterbein Snyder 1957. Lispoides latifrons ingår i släktet Lispoides och familjen husflugor. Inga underarter finns listade i Catalogue of Life.